# Злокачественные клетки
Злокачественные клетки или малигнизированные клетки — это опухолевые клетки, обладающие не только тканевым, но и клеточным атипизмом, в значительной степени утратившие тканевую специфичность и обладающие способностью к безостановочному неконтролируемому размножению, метастазированию.
Для злокачественных клеток характерны:
- незрелость, недифференцированность или низкая степень дифференцировки.
- способность вырабатывать вещества, угнетающие противоопухолевый иммунитет (токсины) и вещества, индуцирующие ангиогенез в опухоли.
- ускоренный метаболизм и вследствие его повышенная потребность в энергии и питательных веществах.
- дефектность, неполноценность или неэффективность метаболизма, например повышенное образование молочной кислоты в результате интенсивного анаэробного гликолиза при сравнительно малой интенсивности более эффективного аэробного окисления.
- способность «ускользать» от иммунологического контроля организма при помощи особых механизмов «обмана» иммунокомпетентных клеток.
- пониженная по сравнению с нормальными клетками устойчивость к различным неблагоприятным воздействиям, в частности, к воздействию ионизирующих излучений и цитотоксических ядов.
- склонность к быстрому делению с малым T1/2 и часто с различными дефектами и нарушениями нормального протекания митоза (атипичные митозы)
- малое время покоя клетки (малая продолжительность интерфазы) и большой процент интенсивно делящихся клеток в общей массе опухоли.
- изменённый по сравнению с нормальными клетками процент спонтанных апоптозов, или смертей, опухолевых клеток — либо пониженный (что приводит к накоплению генетических дефектов, при которых нормальные клетки бы погибли, и приобретению за их счёт новых свойств), либо повышенный, компенсируемый очень быстрым делением.

Во многих случаях в злокачественных клетках выявляют те или иные, порой тонкие, порой достаточно грубые, генетические и хромосомные аномалии. Некоторые из этих аномалий очень типичны для определённых типов злокачественных клеток и являются одной из причин злокачественной трансформации. Количество таких генетических аномалий злокачественных клеток, о которых мы уже точно знаем, что они и есть действительная причина злокачественной трансформации клетки, постоянно растёт по мере углубления наших знаний. Даже разработаны некоторые лекарства, избирательно уничтожающие клон злокачественных клеток, несущий определённый генетический дефект. Примером могут служить препараты Иматиниб (Гливек) или дазатиниб, высокоэффективные при хроническом миелоидном лейкозе и специфически воздействующие на определённый генетический дефект, характерный для лейкозных клеток именно при этом типе лейкоза.